# Carlsbad (Texas)
Carlsbad è un census-designated place (CDP) degli Stati Uniti d'America della contea di Tom Green nello Stato del Texas. La popolazione era di 719 abitanti al censimento del 2010. Fa parte dell'area metropolitana di San Angelo.

## Geografia fisica
Carlsbad è situata a 31°36′41″N 100°38′26″W (31.611248, -100.640647).
Secondo lo United States Census Bureau, il CDP ha una superficie totale di 4,02 km², dei quali 4,02 km² di territorio e 0 km² di acque interne (0% del totale).

## Società

### Evoluzione demografica
Secondo il censimento del 2010, la popolazione era di 719 abitanti.

### Etnie e minoranze straniere
Secondo il censimento del 2010, la composizione etnica del CDP era formata dall'85,12% di bianchi, il 6,12% di afroamericani, lo 0,42% di nativi americani, lo 0% di asiatici, lo 0% di oceanici, il 2,36% di altre razze, e il 5,98% di due o più etnie. Ispanici o latinos di qualunque razza erano il 16,83% della popolazione.